# Саку (селище)
Саку (ест. Saku alevik) — селище в Естонії, повіт Гар'юмаа, знаходиться в однойменній волості Саку, будучи також її адміністративним центром.
Селище Саку є найбільшим за чисельністю населення селищем в Естонії. На 1 квітня 2012 проживало 4675 чоловік, в основному естонці. Саку називають пивною столицею Естонії, оскільки там знаходиться найбільший виробник пива в країні — Сакуський пивоварний завод. З 2005 р. це селище носить титул столиці пивної культури.
У селищі знаходиться залізнична станція.

## Історія
Поселення сформувалось на початку XX-ого ст. навколо броварного заводу, створеного в 1878 році.
У Саку народився відомий естонський письменник Яак Урмет.